# Mystery Night! / Eighteen Emotion
Singles de S/mileage
Ee ka!? / "Ii Yatsu"
(2013) Aa Susukino / Chikyū wa Kyō mo Ai wo Hagukumu
(2014)
Mystery Night! / Eighteen Emotion (ミステリーナイト!/エイティーン エモーション) est le 16e single "major" (et 20e single au total) du groupe de J-pop S/mileage.

## Présentation
Le single, écrit, composé et produit par Tsunku, sort le 30 avril 2014 au Japon sur le label hachama, quatre mois et demi après le précédent single du groupe, Ee ka!? / "Ii Yatsu". Il atteint la 2e place du classement des ventes de l'oricon, et reste classé pendant quatre semaines ; c'est alors le meilleur classement d'un single du groupe, bien qu'il se vende un peu moins que le précédent. C'est un single "double face A", le troisième du groupe, contenant deux chansons principales et leurs versions instrumentales.
Il sort en deux éditions régulières notées "A" et "B", avec des pochettes différentes et une carte de collection incluse (sur sept possibles pour ce single, représentant une des membres ou le groupe). Il sort aussi en trois éditions limitées notées "A", "B", et "C", avec des pochettes différentes, un DVD différent en supplément, et un ticket de loterie pour participer à une rencontre avec le groupe. Un coffret rassemblant toutes les éditions du single sort aussi en édition limitée.
L'ordre des titres est inversé sur la moitié des éditions : les éditions régulière "A" et limitées "A" et "C" débutent par Mystery Night! (avec des DVD consacrés à cette chanson), tandis que les éditions "B" débutent par Eighteen Emotion (avec un DVD consacré à cette chanson) ; le titre du disque reste cependant Mystery Night! / Eighteen Emotion sur les couvertures de toutes les éditions.

## Formation
Membres du groupe créditées sur le single :
- Ayaka Wada
- Kanon Fukuda
- Kana Nakanishi
- Akari Takeuchi
- Rina Katsuta
- Meimi Tamura

## Liste des titres
CD de l'édition régulière A
1. Mystery Night! (ミステリーナイト！?)
2. Eighteen Emotion (エイティーン エモーション?)
3. Mystery Night! (instrumental) (ミステリーナイト！?...?)
4. Eighteen Emotion (instrumental) (エイティーン エモーション...?)

CD de l'édition régulière B
1. Eighteen Emotion (エイティーン エモーション?)
2. Mystery Night! (ミステリーナイト！?)
3. Eighteen Emotion (instrumental) (エイティーン エモーション...?)
4. Mystery Night! (instrumental) (ミステリーナイト！?...?)

CD des éditions limitées A et C
1. Mystery Night! (ミステリーナイト！?)
2. Eighteen Emotion (エイティーン エモーション?)
3. Mystery Night! (instrumental) (ミステリーナイト！?...?)
4. Eighteen Emotion (instrumental) (エイティーン エモーション...?)

DVD de l'édition limitée A
1. Mystery Night! (Music Video) (ミステリーナイト！?...?)

DVD de l'édition limitée C
1. Mystery Night! (Dance Shot Ver.) (ミステリーナイト！?...?)
2. Eighteen Emotion (Dance Shot Ver.) (エイティーン エモーション...?)

CD de l'édition limitée B
1. Eighteen Emotion (エイティーン エモーション?)
2. Mystery Night! (ミステリーナイト！?)
3. Eighteen Emotion (instrumental) (エイティーン エモーション...?)
4. Mystery Night! (instrumental) (ミステリーナイト！?...?)

DVD de l'édition limitée B
1. Eighteen Emotion (Music Video) (エイティーン エモーション...?)